# Ꞟ
Cette page contient des caractères spéciaux ou non latins. S’ils s’affichent mal (▯, ?, etc.), consultez la page d’aide Unicode.
L’ü volapük, Ꞟ en majuscule et ꞟ en minuscule, est une lettre additionnelle de l’alphabet latin qui a été utilisée dans l’écriture du volapük au XIXe siècle. Elle est aujourd’hui transcrite ‹ Ü ü › en volapük.

## Utilisation

### Volapük

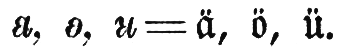
Ä, ö, ü volapüks dans une grammaire volapük de Schleyer de 1884.
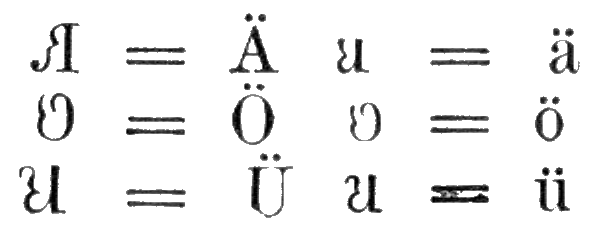
Ä, ö, ü volapüks utilisés par Julius Lott (de) dans Die Kunst die internationale Verkehrssprache „Volapük“ schnell zu erlernen, A. Hartleben, Wien, 1888.
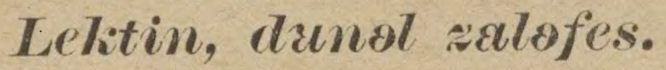
Mots volapüks avec les lettres ꞛ, ꞝ et ꞟ.
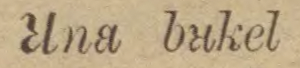
Mot volapük avec la majuscule Ꞟ.

Cette lettre est utilisée par Johann Martin Schleyer, avec les lettres ae ‹ Ꞛ ꞛ › et oe ‹ Ꞝ ꞝ › pour l’écriture du volapük dans les années 1880. Elle déjà utilisée en 1883, notamment dans la revue Weltsprachblatt (Volapükabled) ou dans sa grammaire volapük, Grammatik der Universalsprache. Ces trois lettres sont définitivement remplacées par les lettres avec tréma ‹ Ä ä, Ö ö, Ü ü ›, utilisé comme alternative jusque là, lors du congrès volapük de Munich du 9 aout 1887,.

### Alphabets phonétiques allemands

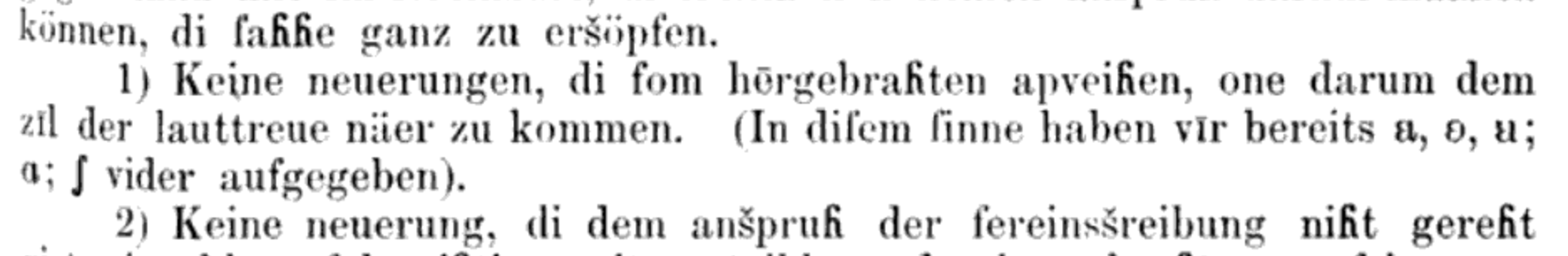
Les lettres ꞛ, ꞝ, ꞟ citées comme anciennes lettres de l’orthographe allemande utilisée dans le journal Reform dans un article de 1893.

Le journal allemand Reform de la Verein für vereinfachte deutsche Rechtschreibung [Association pour l’orthographe allemande simplifiée], dirigée par Friedrich Wilhelm Fricke, utilise brièvement les lettres ꞛ, ꞝ, ꞟ dans l’orthographe qu’il promeut.
Après une proposition d’August Diederichs de 1881,, celles-ci remplacent les lettres ‹ ä, ö, ü ›, initialement avec la forme de lettres barrées ‹ a, ɵ, ʉ › dans l’orthographe de Fricke, pour ensuite prendre une encoche à gauche dans l’écriture manuscrite cursive et prendre leurs formes finales dans les caractères romains ; avant que celles-ci ne soient définitevement abandonnées, après quelques années.

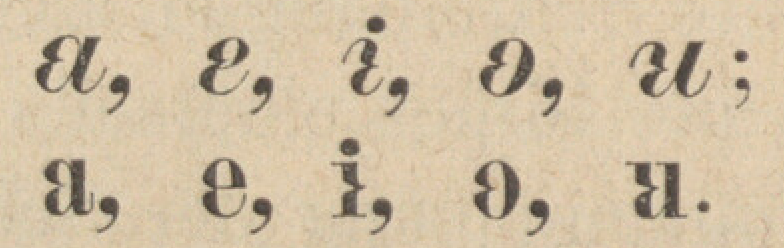
Les lettres de voyelles longues de Schreiber.
Les lettres de voyelles de l’orthographe de Schreiber.

La Zentralverein für vereinfachte deutsche Rechtschreibung (Association centrale pour l’orthographe allemande simplifiée), fondée en 1879, basée à Vienne et dirigée par Johann Max Schreiber, adopte aussi les lettres ꞛ, ꞝ, ꞟ dans son orthographe phonétique. Celles-ci représentent des voyelles longues.

### Alphabets phonétiques anglais
La lettre ꞟ est proposée comme lettre, pour représenter [ ju] de new, dans au moins une variante de l’Alphabet phonotypique dans un article du supplément du Weekly Phonetic Advocate publié en 1851.
Il est utilisé pour représenter la diphtongue [ ju] dans une proposition d’alphabet de la Spelling Reform Association américaine en 1878.

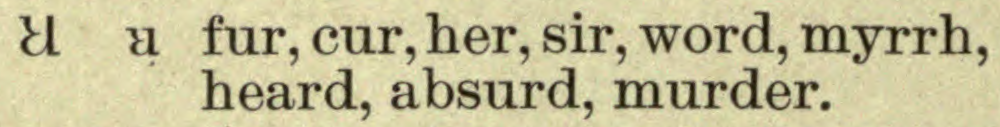
« Ꞟ ꞟ » utilisé par Charles A. Story en 1907.

Charles A. Story utilise la lettre Ꞟ dans le Universal Alphabet dans un ouvrage publié en 1907.

## Représentation informatique
Le ü volapük peut être représenté avec les caractères Unicode (latin étendu D) suivants :
| formes    | représentations | chaînes de caractères | points de code | descriptions                      |
| --------- | --------------- | --------------------- | -------------- | --------------------------------- |
| capitale  | Ꞟ               | Ꞟ                     | U+A79E         | lettre majuscule latine ü volapük |
| minuscule | ꞟ               | ꞟ                     | U+A79F         | lettre minuscule latine ü volapük |

## Sources
- (en) The Plowshare, New York, Henry M. Parkhurst, 1872-1877 (lire en ligne)
- (vo) « Notèds », Volapükabled lezenodik, no 191,‎ 1896, p. 801-802 (lire en ligne)
- (en) « Mɷr Nų Leturz », Supplement to the Weekly Phonetic Advocate, Cincinnati, Longley and Brother, vol. 3,‎ 1851, p. 89-96 (lire en ligne)
- (en) Eliza Burns, By-law no. 10, avril 1878 (lire en ligne)
- (de) E. Colas, « Zeitschriften. Reform. Zeitšrift des algemeinen fereins für fereinfaɦte deutše reɦtšreibung. Herausg. fon Dr. F. V. Frikke in Visbaden. (Bremen, j. Kühtmann’s ferläg.) 1881. Nr. 5. », Zeitschrift für Orthographie, no 10,‎ juillet 1881 (217 sur Google Livres)
- (de) August Diederichs, Unsere Selbst-und Schmelzlaute (auch die englischen) in neuem Lichte, Straßburg, Karl J. Trübner, 1886 (lire en ligne)
- (en) Michael Everson, Alois Dicklberger, Karl Pentzlin et Eveline Wandl-Vogt, Revised proposal to encode “Teuthonista” phonetic characters in the UCS N4081, L2/11-202, 2 juin 2011 (lire en ligne)
- (de) Friedrich Wilhelm Fricke, Abriss der vereinfachten Volksorthographie, Wiesbaden, 1890, 2e éd. (1re éd. 1884) (lire en ligne)
- (de) H. G. Holle et Edward Lohmeyer, « Šprāɦliɦes unt fereinsangelegenheiten: Noɦmāls grafologi unt šule », Reform: Zeitschrift des allgemeinen Vereins für vereinfachte Rechtschreibung und des Vereins für Lateinschrift, vol. 17, no 3,‎ 15 mars 1893, p. 46-50 (lire en ligne)
- (de) Julius Lott, Die Kunst, die internationale Verkehrssprache „Volapük“ schnell zu erlernen., Wien, Pest, Leipzig, A. Hartleben’s Verlag., coll. « Die Kunst der Polyglottie » (no 13) (lire en ligne)
- (de) Rudolf Müller, « Zur neuen reɦtšreibung », Bayerische Lehrer-Zeitung, no 30,‎ 27 juillet 1877, p. 333-334 (lire en ligne)
- (de) Johann Martin Schleyer, Grammatik der Universalsprache für alle gebildete Erdbewoner nebst kurzem Wörterbuche, Überlingen, 1884, 4e éd. (lire en ligne)
- (de) Johann Martin Schleyer, Wéltspràche : mittlere Grammátik der Universalsprache Volapük, Schleyer’s Weltspràche-Zentràlbüro, 1887, 8e éd. (lire en ligne)
- (de) Johann Max Schreiber, « Proben deutscher Reform-Orthographieen : 8. Zentralverein für vereinfachte Rechtschreibung in Wien, gegründet 1879 », Zeitschrift für Orthographie, Orthoepie und Sprachphysiologie, vol. 2, no 2,‎ novembre 1881, p. 38 (lire en ligne)
- (de) Johann Max Schreiber, Schrift und Sprache : Regelung der deutschen Orthographie, Wien, 1883
- (de) Sigmund Spielmann, Volapük-Almanach für 1888, Leipzig, Eduard Heinrich Mayer, 1888 (lire en ligne)
- (en) Charles Augustus Story, The fonetic primer, offering the universal alfabet and the science of spelling, New York, Isaac H. Blanchard Company, 1907 (lire en ligne)